# 朱利奥·安焦尼
朱利奥·安焦尼（意大利语：Giulio Angioni，1939年10月28日—2017年1月12日）是意大利小說家及人类学家。

## 生平
朱利奥·安焦尼是许多小说和散文的作者，是撒丁岛的最重要的小说家之一。自1971年以来他擔任卡利亚里大学的人类学教授。